# Kō Ise
Kō Ise (japanisch 伊勢 航 Ise Kō; * 17. Juli 2002 in der Präfektur Tokio) ist ein japanischer Fußballspieler.

## Karriere
Ise erlernte das Fußballspielen in der Jugendmannschaft von Gamba Osaka. Die U23-Mannschaft des Vereins spielte in der dritten Liga, der J3 League. Bereits als Jugendspieler absolvierte er 15 Drittligaspiele.